# Федоров Петро Дмитрович
Петро Дмитрович Федоров (13 травня 1903, Земетчино — 1 вересня 1962) — ректор Київського технологічного інституту харчової промисловості у 1947–1962 роках.

## Біографія
Народився 13 травня 1903 року в селі Земетчиному (тепер Перзенської області Росії) в багатодітній родині. З 1921 року працював на Земетчинському цукровому заводі, а в 1922 році був направлений на навчання в Україну, до Смілянської професійно-технічної школи, після закінчення якої у 1924 році став студентом Смілянського цукрового інституту. У 1927 році з відзнакою закінчив інститут і до 1931 року працював спочатку механіком, а потім старшим енергетиком Линовецького цукрового заводу на Чернігівщині. З 1931 року обіймав посаду інженера з ремонту цукрових заводів у Київському цукротресті, а з 1933 року — головного інженера Тальнівського цукрового заводу.
З 1935 року — у Київському технологічному інституті харчової промисловості імені А. І. Мікояна. Спочатку працював асистентом кафедри теплотехніки, згодом — заступником декана механічного факультету, головним інженером навчально-виробничих майстерень інституту. У 1939 році захистив кандидатську дисертацію на тему: «Дослідження однокорпусної прямоточної випарки» і до червня 1941 року працював доцентом кафедри теплотехніки та деканом механічного факультету.
З початком німецько-радянської війни, добровольцем пішов на фронт, розпочавши службу лейтенантом і закіншивши інженер-майором. Воював на Південно-Західному, Сталінградському, Донському, Центральному фронтах. Брав участь у Сталінградчській і Курській битвах, в боях за відвоювання України (зокрема міст Києва, Житомира, Рівного, Проскурова, Вінниці, Кам'янця-Подільського, Ковеля, Тернопіля, Чернівців, Дрогобича, Львова), визволенні Праги та Відня. Був нагороджений орденом Червоної Зірки, бойовими медалями.
Після війни повернувся до інституту і працював спочатку доцентом кафедри теплотехніки, а в 1947 році призначений ректором. За сумісництвом деякий час керував кафедрою промислової енергетики. За його керівництва були збудовані нові навчальні корпуси, гуртожитки для студентів, створені нові кафедри. Було збільшено набір абітурієнтів, підвищена якість навчання.
Неодноразово обирався депутатом Київської міської і районної рад народних депутатів. Був членом Українського комітету профспілки працівників вищої школи та наукових установ.

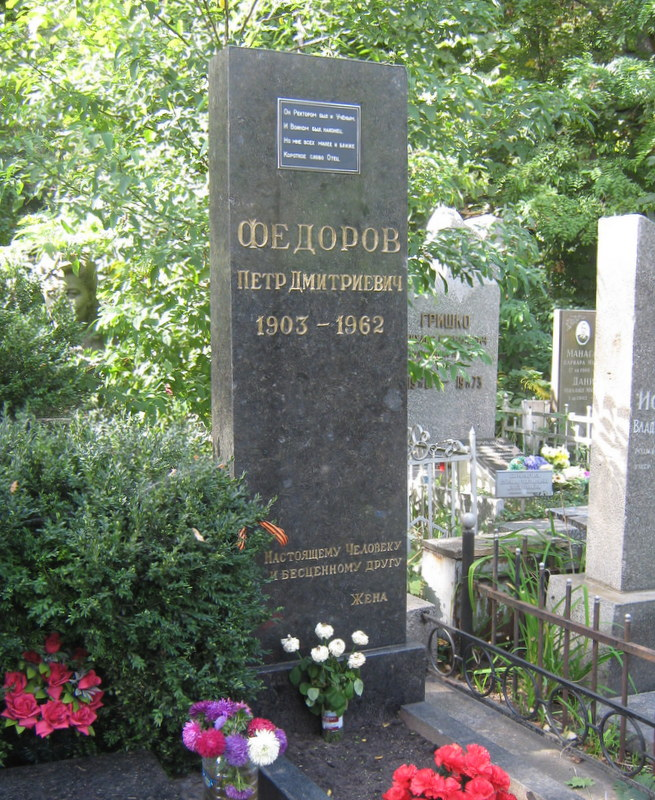
Могила Петра Федорова

Помер після тяжкої хвороби вранці 1 вересня 1962 року. Похований в Києві на Байковому кладовищі (ділянка № 1).

## Відзнаки
Нагороджений орденом Червоної Зірки, двома орденами «Знак Пошани», медалями «За бойові заслуги», «За оборону Сталінграда», «За визволення Праги», «За перемогу над Німеччиною», багатьма Почесними грамотами. Відмінник зарчової промисловості (тричі).